# Anna Figura
Anna Figura, née le 6 février 1990 à Zakopane en Pologne, est une skieuse polonaise.

## Palmarès

### Championnats du monde
- 2011 à Claut,  Italie
  - 4e en relai avec Julia Wajda et Klaudia Tasz
  - 7e en sprint
  - 10e en équipe avec Julia Wajda
- 2013 à Pelvoux,  France
  - 4e en sprint

### Championnats d'Europe
- 2012 à Pelvoux,  France
  -  Médaille de bronze en sprint
  - 4e au classement combiné
  - 5e en équipe
  - 6e en relai
  - 9e en individuel